# 226-я штурмовая авиационная дивизия
226-я штурмовая авиационная дивизия (226-я шад) — соединение Военно-Воздушных сил (ВВС) Вооружённых Сил РККА штурмовой авиации, принимавшее участие в боевых действиях Великой Отечественной войны.

## Наименования дивизии
- 226-я штурмовая авиационная дивизия;

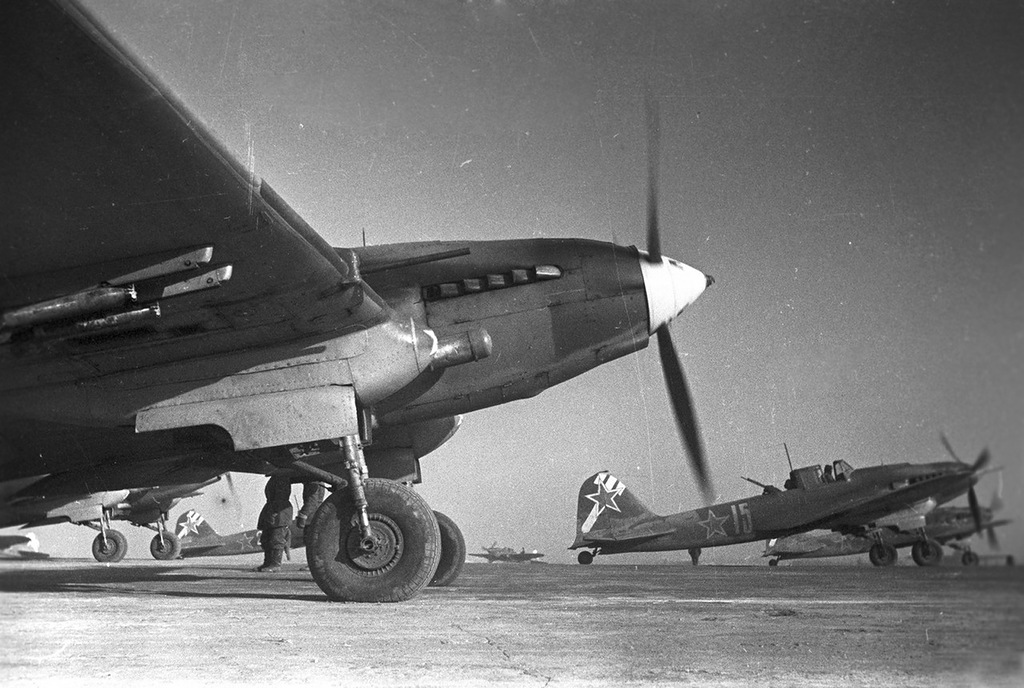
Советские самолёты-штурмовики Ил-2 вылетают на боевое задание под Сталинградом. Январь 1943 г

- 1-я гвардейская штурмовая авиационная дивизия (18.03.1943 г.)
- 1-я гвардейская штурмовая авиационная Сталинградская дивизия (04.05.1943 г.)
- 1-я гвардейская штурмовая авиационная Сталинградская Краснознамённая дивизия (23.10.1943 г.)
- 1-я гвардейская штурмовая авиационная Сталинградская Краснознамённая ордена Суворова дивизия (24.04.1944 г.)
- 1-я гвардейская штурмовая авиационная Сталинградская Краснознамённая орденов Суворова и Кутузова дивизия (19.02.1945 г.)
- 1-я гвардейская штурмовая авиационная Сталинградская ордена Ленина Краснознамённая орденов Суворова и Кутузова дивизия (26.04.1945 г.)

- 1-я гвардейская штурмовая авиационная Сталинградская ордена Ленина дважды Краснознамённая орденов Суворова и Кутузова дивизия дивизия (28.05.1945 г.)
- 1-я гвардейская истребительно-бомбардировочная авиационная Сталинградская ордена Ленина дважды Краснознамённая орденов Суворова и Кутузова дивизия (23.08.1957 г.)
- 1-я гвардейская авиационная Сталинградская ордена Ленина дважды Краснознамённая орденов Суворова и Кутузова дивизия истребителей-бомбардировщиков (11.11.1976 г.)
- 1-я гвардейская бомбардировочная авиационная Сталинградская ордена Ленина дважды Краснознамённая орденов Суворова и Кутузова дивизия (01.07.1989 г.)
- 1-я гвардейская штурмовая авиационная Сталинградская ордена Ленина дважды Краснознамённая орденов Суворова и Кутузова дивизия дивизия (1993 г.)
- 1-я гвардейская смешанная авиационная Сталинградская ордена Ленина дважды Краснознамённая орденов Суворова и Кутузова дивизия (2009 г.)
- Войсковая часть Полевая почта 15561

## Создание дивизии
226-я штурмовая авиационная дивизия сформирована Приказом НКО СССР 20 мая 1942 года на базе 8-й ударной авиационной группы Ставки ВГК.

## Переименование дивизии
226-я штурмовая авиационная дивизия за показанные образцы мужества и героизм Приказом НКО переименована в 1-ю гвардейскую штурмовую авиационную дивизию.

## В действующей армии
В составе действующей армии:
- с 20 мая 1942 года по 18 марта 1943 года.

## Командир дивизии
| Звание       | Имя                         | Период                  | Примечание                   |
| ------------ | --------------------------- | ----------------------- | ---------------------------- |
| Полковник    | Горлаченко Михаил Иосифович | 20.05.1942 — 06.12.1942 | назначен командиром 3-го шак |
| Подполковник | Болдырихин Фёдор Захарович  | 19.12.1942 — 18.03.1943 | заместитель командира, ВРИД  |

## В составе объединений
| Дата          | Фронт (округ)        | Армия                    | Примечания |
| ------------- | -------------------- | ------------------------ | ---------- |
| 20.05.1942 г. | Брянский фронт       | 2-я воздушная армия      | -          |
| 24.05.1942 г. | Юго-Западный фронт   | ВВС Юго-Западного фронта | -          |
| 13.06.1942 г. | Юго-Западный фронт   | 8-я воздушная армия      | -          |
| 12.07.1942 г. | Сталинградский фронт | 8-я воздушная армия      | -          |
| 15.09.1942 г. | Юго-Западный фронт   | 8-я воздушная армия      | -          |
| 30.09.1942 г. | Сталинградский фронт | 8-я воздушная армия      | -          |
| 31.12.1942 г. | Южный фронт          | 8-я воздушная армия      | -          |
| 18.03.1943 г. | Южный фронт          | 8-я воздушная армия      | -          |

## Части и отдельные подразделения дивизии
За весь период своего существования боевой состав дивизии претерпевал изменения:
| Период                  | Наименование                          | Вооружение                         |
| ----------------------- | ------------------------------------- | ---------------------------------- |
| 20.05.1942 — 18.03.1943 | 504-й штурмовой авиационный полк      | Ил-2, переименован в 74-й гв. шап  |
| 20.05.1942 — 15.07.1942 | 800-й штурмовой авиационный полк      | Ил-2, убыл на доукомплектование    |
| 18.06.1942 — 18.03.1943 | 505-й штурмовой авиационный полк      | Ил-2, переименован в 75-й гв. шап  |
| 25.07.1942 — 25.08.1942 | 568-й штурмовой авиационный полк      | Ил-2                               |
| 14.08.1942 — 25.12.1942 | 944-й штурмовой авиационный полк      | Ил-2                               |
| 01.10.1942 — 18.03.1943 | 225-й штурмовой авиационный полк      | Ил-2, переименован в 76-й гв. шап  |
| 12.10.1942 — 23.10.1942 | 274-й истребительный авиационный полк | Як-7б, Як-1, переведён в 268-ю иад |
| 24.10.1942 — 26.12.1942 | 15-й истребительный авиационный полк  | ЛаГГ-3, убыл на переформирование   |

## Участие в операциях и битвах
- Харьковская операция — с 30 мая 1942 года по 30 мая 1942 года.
- Воронежско-Ворошиловградская операция — с 28 июня 1942 года по 5 июля 1942 года.
- Сталинградская битва:
  - Сталинградская оборонительная операция — с 17 июля 1942 года по 18 ноября 1942 года.
  - Сталинградская наступательная операция — с 19 ноября 1942 года по 2 февраля 1943 года.
- Ростовская операция — с 1 января 1943 года по 18 февраля 1943 года.

## Присвоение гвардейских званий
За показанные образцы мужества и героизм:
- 226-я штурмовая авиационная дивизия переименована 18 марта 1943 года во 1-ю гвардейскую штурмовую авиационную дивизию[2] .
- 504-й штурмовой авиационный полк 18 марта 1943 года переименован в 74-й гвардейский штурмовой авиационный полк[2].
- 505-й штурмовой авиационный полк 18 марта 1943 года переименован в 75-й гвардейский штурмовой авиационный полк[2].
- 225-й штурмовой авиационный полк 18 марта 1943 года переименован в 76-й гвардейский штурмовой авиационный полк[2].

## Отличившиеся воины дивизии
- Бородин Алексей Иванович, старший лейтенант, начальник Воздушно-Стрелковой Службы 504-го штурмового авиационного полка 226-й штурмовой авиационной дивизии 8-й воздушной армии Указом Президиума Верховного Совета СССР от 1 мая 1943 года удостоен звания Герой Советского Союза. Золотая Звезда № 953.
- Докукин Иван Архипович, лейтенант, заместитель командира эскадрильи 504-го штурмового авиационного полка 226-й штурмовой авиационной дивизии 8-й воздушной армии Указом Президиума Верховного Совета СССР от 8 февраля 1943 года удостоен звания Герой Советского Союза. Золотая Звезда № 833.
- Прутков Степан Дмитриевич, майор, командир 504-го штурмового авиационного полка 226-й штурмовой авиационной дивизии 8-й воздушной армии Указом Президиума Верховного Совета СССР от 1 мая 1943 года удостоен звания Герой Советского Союза. Золотая Звезда № 734.
- Смильский Михаил Иванович, старший лейтенант, командир эскадрильи 504-го штурмового авиационного полка 226-й штурмовой авиационной дивизии 8-й воздушной армии Указом Президиума Верховного Совета СССР от 1 мая 1943 года удостоен звания Герой Советского Союза. Золотая Звезда № 951.
- Тюленев Фёдор Васильевич, капитан, штурман 225-го штурмового авиационного полка 226-й штурмовой авиационной дивизии 8-й воздушной армии Указом Президиума Верховного Совета СССР от 1 мая 1943 года удостоен звания Герой Советского Союза. Золотая Звезда № 952.